# Liste der Baudenkmäler in Icking
Auf dieser Seite sind die Baudenkmäler in der oberbayerischen Gemeinde Icking zusammengestellt. Diese Tabelle ist eine Teilliste der Liste der Baudenkmäler in Bayern. Grundlage ist die Bayerische Denkmalliste, die auf Basis des Bayerischen Denkmalschutzgesetzes vom 1. Oktober 1973 erstmals erstellt wurde und seither durch das Bayerische Landesamt für Denkmalpflege geführt wird. Die folgenden Angaben ersetzen nicht die rechtsverbindliche Auskunft der Denkmalschutzbehörde.
Die Liste gibt den Fortschreibungsstand vom 12. Oktober 2018 wieder und umfasst 25 Baudenkmäler.

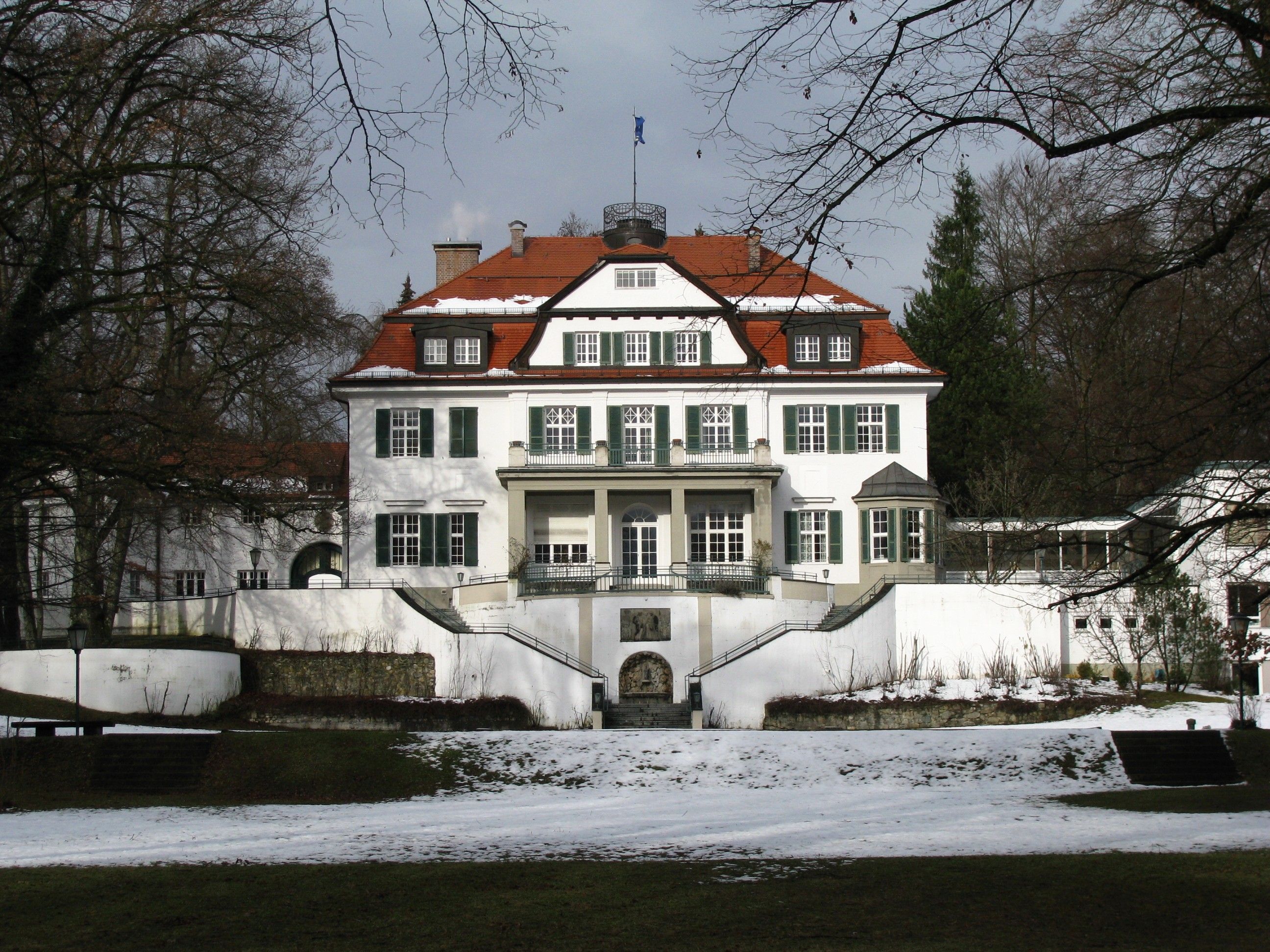
Villa Eggenberg in Irschenhausen

## Baudenkmäler nach Ortsteilen

### Icking
| Lage                                                             | Objekt                             | Beschreibung | Akten-Nr.              | Bild           |
| ---------------------------------------------------------------- | ---------------------------------- | --- | ---------------------- | -------------- |
| Isarweg 3 (Standort)                                             | Katholische Filialkirche Hl. Kreuz | Spätgotischer Saalbau mit eingezogenem Chor und westlichem Sattelturm, um 1500, im 18. Jahrhundert barockisiert; mit Ausstattung; Friedhofsmauer, verputztes Klaubsteinmauerwerk, 17./18. Jahrhundert. | D-1-73-130-1 Wikidata  | weitere Bilder |
| Mittenwalder Straße 5a (Standort)                                | Getreidekasten                     | Erdgeschossiger Blockbau mit Flachsatteldach, bezeichnet mit „1593“; aus Morgenbach, Landkreis Weilheim-Schongau.                                                                                      | D-1-73-130-3 Wikidata  | Getreidekasten |
| Mittenwalder Straße 5a, östlich Mittenwalder Straße 5 (Standort) | Bildstock                          | Tuffsteinpfeiler mit Laternenaufsatz, 16./17. Jahrhundert. | D-1-73-130-25 Wikidata | Bildstock      |
| Schleichersteig 1 (Standort)                                     | Wohnhaus                           | Erdgeschossiger Serien-Blockbau in alpenländischen Heimatstilformen auf Steinsockel mit Flachsatteldach, Kniestock und Giebellaube, von Johann Mund, um 1930; mit Ausstattung.                         | D-1-73-130-28 Wikidata | Wohnhaus       |

### Attenhausen
| Lage                     | Objekt                            | Beschreibung | Akten-Nr.             | Bild                        |
| ------------------------ | --------------------------------- | --- | --------------------- | --------------------------- |
| Dorfstraße 8 (Standort)  | Ehemaliges Bauernhaus             | Flachsatteldachbau mit Blockbau-Obergeschoss, zweiseitig umlaufender Laube und teilverschalter Giebellaube, im Kern 18. Jahrhundert, Dachaufbau später. | D-1-73-130-4 Wikidata | Ehemaliges Bauernhaus       |
| Dorfstraße 14 (Standort) | Ehemaliges Kleinbauernhaus        | Zweigeschossiger Flachsatteldachbau mit verschaltem Vordach und Laube, im Kern zweite Hälfte 18. Jahrhundert.                                           | D-1-73-130-7 Wikidata | Ehemaliges Kleinbauernhaus  |
| Dorfstraße 15 (Standort) | Wohnteil eines Bauernhauses       | Zweigeschossiger Flachsatteldachbau mit zweiseitig umlaufender Laube und teilverschalter Giebellaube, 18. und 19. Jahrhundert.                          | D-1-73-130-8 Wikidata | Wohnteil eines Bauernhauses |
| Dorfstraße 10 (Standort) | Katholische Kapelle St. Stephanus | Barocker Satteldachbau mit dreiseitigem Chorschluss und Dachreiter, zweite Hälfte 17. Jahrhundert; mit Ausstattung.                                     | D-1-73-130-6 Wikidata | weitere Bilder              |

### Dorfen
| Lage                                    | Objekt                                        | Beschreibung | Akten-Nr.              | Bild                                   |
| --------------------------------------- | --------------------------------------------- | --- | ---------------------- | -------------------------------------- |
| Langmoos, nördlich des Ortes (Standort) | Waldkapelle, sogenannte Leonhardkapelle       | Offener Satteldachbau mit dreiseitigem Chorschluss, um 1870/80. | D-1-73-130-14 Wikidata | weitere Bilder                         |
| Starnberger Straße 4 (Standort)         | Ehemaliges Bauernhaus                         | Zweigeschossiger Satteldachbau mit verputztem Blockbau-Obergeschoss, Kniestock und traufseitiger Laube, im Kern wohl 17. Jahrhundert, 1888 und modern verändert. | D-1-73-130-29 Wikidata | Ehemaliges Bauernhaus                  |
| Wolfratshauser Straße 3 (Standort)      | Wohnteil eines ehemaligen Bauernhauses        | Satteldachbau mit Blockbau-Obergeschoss, umlaufender Laube und verschaltem Vordach, erste Hälfte 18. Jahrhundert, Dachaufbau modern. | D-1-73-130-9 Wikidata  | Wohnteil eines ehemaligen Bauernhauses |
| Wolfratshauser Straße 5 (Standort)      | Kruzifix                                      | Barockes hölzernes Giebelkruzifix, um 1700. | D-1-73-130-10 Wikidata | Kruzifix                               |
| Wolfratshauser Straße 6 (Standort)      | Katholische Filialkirche St. Johannes Baptist | Ausgerundeter barocker Saalbau mit eingezogenem Chor und westlichem Giebelturm, nach Plänen von Johann Mayr d. J., 1728–30, Turm nach 1844 erneuert; mit Ausstattung (siehe auch: Kanzel); Friedhofsmauer, Bruchsteinnordzug mit Hohlziegeldeckung, 17./18. Jahrhundert. | D-1-73-130-11 Wikidata | weitere Bilder                         |
| Wolfratshauser Straße 10 (Standort)     | Bauernhaus                                    | Flachsatteldachbau mit Blockbau-Obergeschoss, umlaufender Laube und verschaltem Vordach, Ende 17. Jahrhundert. | D-1-73-130-12 Wikidata | Bauernhaus                             |

### Holzen
| Lage                     | Objekt    | Beschreibung                                               | Akten-Nr.              | Bild      |
| ------------------------ | --------- | ---------------------------------------------------------- | ---------------------- | --------- |
| Bei Holzen 12 (Standort) | Bildstock | Tuffsteinpfeiler mit Laternenaufsatz, 16./17. Jahrhundert. | D-1-73-130-27 Wikidata | Bildstock |

### Irschenhausen
| Lage                                          | Objekt                                | Beschreibung | Akten-Nr.              | Bild                                  |
| --------------------------------------------- | ------------------------------------- | --- | ---------------------- | ------------------------------------- |
| Ebenhauser Straße 15 (Standort)               | Katholische Filialkirche St. Anian    | Saalbau mit eingezogenem Chor und westlichem Zwiebelturm, im Kern 14./15. Jahrhundert, wohl im 17. Jahrhundert verändert, 1922 verlängert; mit Ausstattung.                                              | D-1-73-130-15 Wikidata | weitere Bilder                        |
| Krautgärten 23 (Standort)                     | Ehemaliges Bauernhaus, jetzt Landhaus | Flachsatteldachbau mit Blockbau-Obergeschoss und zweiseitiger Laube, im Kern drittes Viertel 18. Jahrhundert, 1908 verändert.                                                                            | D-1-73-130-16 Wikidata | Ehemaliges Bauernhaus, jetzt Landhaus |
| Krautgärten 27 (Standort)                     | Ehemaliges Bauernhaus                 | Flachsatteldachbau mit verschaltem Blockbau-Obergeschoss und Laube, bezeichnet mit „1791“. | D-1-73-130-17 Wikidata | Ehemaliges Bauernhaus                 |
| Krautgärten 32 (Standort)                     | Ehemaliges Kleinbauernhaus            | Zweigeschossiger Flachsatteldachbau mit Laube, im Kern 18. und zweites Viertel 19. Jahrhundert, erneuert.                                                                                                | D-1-73-130-18 Wikidata | Ehemaliges Kleinbauernhaus            |
| Nähe Krautgärten, neben dem Weiher (Standort) | Bildstock                             | Tuffsteinpfeiler mit Laternenaufsatz, 16./17. Jahrhundert. | D-1-73-130-26 Wikidata | Bildstock                             |
| Neufahrner Weg 2 (Standort)                   | Ehemaliges Bauernhaus, jetzt Landhaus | Flachsatteldachbau in alpenländischen Heimatstilformen mit alten Blockbauteilen, verschaltem Obergeschoss, Erker und Lauben, im Kern 17./18. Jahrhundert, um 1910 ausgebaut.                             | D-1-73-130-19 Wikidata | Ehemaliges Bauernhaus, jetzt Landhaus |
| Zeller Weg 27 (Standort)                      | Ehemalige Villa, jetzt Gymnasium      | Zweigeschossiger putzgegliederter Mansardwalmdachbau in barockisierenden Formen mit Altane am Mittelrisalit, Zwerchgiebel, Eckerker, doppelläufiger Freitreppe und westlichem Wirtschaftstrakt, um 1910. | D-1-73-130-21 Wikidata | weitere Bilder                        |

### Schlederloh
| Lage                     | Objekt   | Beschreibung                                                                                            | Akten-Nr.              | Bild     |
| ------------------------ | -------- | --- | ---------------------- | -------- |
| Schlederloh 1 (Standort) | Landhaus | Erdgeschossiger putzgegliederter Walmdachbau in historisierenden Formen mit Rundbogenfenstern, um 1910. | D-1-73-130-22 Wikidata | Landhaus |

### Walchstadt
| Lage                              | Objekt                                    | Beschreibung | Akten-Nr.              | Bild                                 |
| --------------------------------- | ----------------------------------------- | --- | ---------------------- | ------------------------------------ |
| Walchstadter Straße 65 (Standort) | Wohnteil eines ehemaligen Bauernhaus      | Flachsatteldachbau mit Blockbau-Obergeschoss, umlaufender Laube und teilverschalter Giebellaube, erste Hälfte 18. Jahrhundert, Giebel und Laube zweite Hälfte 19. Jahrhundert; Getreidekasten, zweigeschossiger Blockbau, Ende 16. Jahrhundert, Überbau später. | D-1-73-130-23 Wikidata | Wohnteil eines ehemaligen Bauernhaus |
| Walchstadter Straße 67 (Standort) | Katholische Filialkirche St. Bartholomäus | Saalbau mit eingezogenem Chor und Westturm, im Kern spätgotisch, um 1685 und um 1740 erneuert, Spitzhelm 1895/96; mit Ausstattung; Friedhofsmauer, unverputzte Klaubsteinmauer mit Hohlziegeldeckung, 17./18. Jahrhundert.                                      | D-1-73-130-24 Wikidata | weitere Bilder                       |

## Ehemalige Baudenkmäler
In diesem Abschnitt sind Objekte aufgeführt, die früher einmal in der Denkmalliste eingetragen waren, jetzt aber nicht mehr. Objekte, die in anderem Zusammenhang – also z. B. als Teil eines Baudenkmals – weiter eingetragen sind, sollen hier nicht aufgeführt werden. Aktennummern in diesem Abschnitt sind ehemalige, jetzt nicht mehr gültige Aktennummern.

| Lage                                         | Objekt                                              | Beschreibung | Akten-Nr.              | Bild                                                |
| -------------------------------------------- | --------------------------------------------------- | --- | ---------------------- | --------------------------------------------------- |
| Icking Hauserweg 2 (Standort)                | Bauernhaus                                          | Stattliches Bauernhaus mit zum Teil verschaltem Blockbau-Obergeschoss, Kern Mitte 18. Jahrhundert, Dach später. |                        | Bauernhaus                                          |
| Attenhausen Dorfstraße 9 (Standort)          | Bauernhaus mit verschaltem Giebel und Traufbundwerk | 18./19. Jahrhundert.                                                                                            |                        | Bauernhaus mit verschaltem Giebel und Traufbundwerk |
| Dorfen Wolfratshausener Straße 14 (Standort) | Schule                                              | Ehemalige Schule mit Flachwalmdach, drittes Viertel 19. Jahrhundert.                                            |                        | Schule                                              |
| Irschenhausen Neufahrner Weg 4 (Standort)    | Ehemaliges Bauernhaus                               | Zweigeschossiger Flachsatteldachbau mit traufseitiger Laube, erste Hälfte 19. Jahrhundert.                      | D-1-73-130-20 Wikidata | Ehemaliges Bauernhaus                               |